# Edu Barreto Leite
Edu Barreto Leite (Dom Pedrito, Rio Grande do Sul, 20 de agosto de 1940) foi um militar que atuava no serviço de rádio do Ministério da Guerra durante da ditadura militar brasileira. Falecido no dia 13 de abril de 1964, no Rio de Janeiro, depois de despencar pela janela do apartamento onde morava, no sétimo andar. Ele tinha 24 anos de idade e era procurado pelo regime por suposto envolvimento em atividades subversivas. A primeira versão sobre sua morte foi de suicídio. Apenas em 31 de maio de 2005, a Comissão Especial sobre Mortos e Desaparecidos Políticos (CEMDP)reconheceu a responsabilidade do Estado na morte de Edu. Seu corpo foi sepultado no Cemitério de São Francisco Xavier, no Rio de Janeiro. O nome de Edu aparece no Dossiê Ditadura: mortos e desaparecidos políticos no Brasil (1964-1985), organizado pela Comissão de Familiares de Mortos e Desaparecidos Políticos.

## Biografia
Edu Ribeiro Leite nasceu no dia 20 de agosto de 1940, filho de Assis Waldemar Leite (pai) e Idê Barreto Leite (mãe), irmão de Danton Ribeiro Leite. Nascido e criado na pequena cidade de Dom Pedrito, no interior do Rio Grande do Sul, Edu optou bem cedo em seguir carreira como militar, antes mesmo da instauração do regime militar em 1964.
Na terceira semana após o golpe, Edu Ribeiro Leite era terceiro-sargento do Exército brasileiro e foi designado para trabalhar no serviço de rádio do Ministério da Guerra do governo nacional. Esse serviço foi criado em 1958 e era, durante muitas décadas, a principal ferramenta de comunicação dos militares, por meio da qual circulavam notícias de movimentações, operações, promoções e outras informações relevantes para o regime. Suas funções eram exercidas no Rio de Janeiro, local onde faleceu.

## Circunstâncias da morte
As informações que se tem sobre a morte de Edu seguem, até hoje, pouco esclarecidas. A versão oficial, narrada pelo governa na época, foi de que o sargento estava sendo procurado pelos militares por estar, supostamente, envolvido em atividades subversivas, algo intolerável para um membro das forças armadas. Como ele trabalhava na área de operações do sistemas radiofônico do Ministério da Guerra, tinha acesso à todas as informações que por ali eram transmitidas. Suspeitou-se de que Edu estaria repassando essas informações de maneira clandestina a pessoas que se opunham à ditadura.
Foi na noite do dia 13 de abril de 1964 que o Comandante do 1º Batalhão ordenou a prisão de Edu, para que ele fosse investigado e possivelmente punido. O tenente Hilton Paulo Cunha Portella, comandante do Pelotão de Investigações Criminais (PIC) do 1º Batalhão de Polícia do Exército, enviou à casa de Edu um grupo de busca encarregado de levá-lo detido. Depois de horas de busca e nenhum sucesso, o primeiro grupo foi substituído por uma dupla de sargentos. Eram eles Sérgio de Azevedo Mazza e Raimundo Osterson Nogueira. Perto das 19 horas, eles adentraram ao prédio em que morava Edu, e ficaram aguardando sua chegada, no corredor de acesso ao apartamento em que vivia. Quando chegou, os dois homens se identificaram como membros da Polícia do Exército e disseram que iriam conduzi-lo ao quartel onde ele prestaria esclarecimentos, dando voz de prisão, não acatada por Edu.
Foi aí que, supostamente, se deu inicio a um confronto corporal, de Edu contra os dois sargentos. Edu teria então sacado uma arma de fogo no meio da luta e efetuado quatro disparos na direção dos militares. Os tiros, porém, não os atingiram. Aproveitando-se do momento, segundo essa versão, Edu teria conseguido fugir, entrado em seu apartamento, atravessado a sala e se atirado, por vontade própria, da janela do sétimo andar. Após atingir o chão, ele teria sido socorrido e levado ao Hospital Souza Aguiar, no centro do Rio de Janeiro. Na chegada, ele apresentou um quadro grave por conta dos diversos ossos quebrados e outras escoriações. Ele faleceu no hospital, por conta de “contusão do tórax e do abdômen”, conforme consta na certidão de óbito feita por Amadeu da Silva Sales.
Porém, essa versão acabou desmentida quando, em 31 de maio de 2005, a Comissão Especial sobre Mortos e Desaparecidos Políticos (CEMDP) declarou o Estado brasileiro culpado pela morte de Edu, após o caso ser investigado pela Comissão Nacional da Verdade.

## Investigação
Duas semanas após o ocorrido, no dia 27 de setembro de 1964, o Conselho de Segurança Nacional solicitou esclarecimentos do caso ao Exército brasileiro. Segundo o documento do CSN, "o Sargento Edu Barreto Leite, residente a Rua Washington Luiz, 51/704, não teria se suicidado”. O pedido solicitava também que fossem informados: “a) veracidade”, “b) situação das investigações, tanto militares quanto policiais” e, “c) outros dados julgados úteis”.
No Departamento de Ordem Política e Social da Guanabara (DOPS/GB), foram encontrados dois documentos enviados à CSN como resposta ao pedido de busca. Eles tem um intervalo de dez dias. Um foi feito no dia 3 de junho de 1964, e serviu como uma espécie de revisão à primeira versão, omitida em 21 de maio de 1964. As duas têm conteúdos praticamente idênticos. Um dos trechos diz o seguinte: "realmente, o 3º sargento do Exército, Edu Barreto Leite, brasileiro, solteiro, com 23 anos de idade, residente na rua Washington Luiz, 51, apartamento 704, se suicidou na noite do dia 14 de abril do ano em curso, atirando-se de seu apartamento, ocorrência que foi registrada sob o nº 590 no 5º Distrito Policial". Ou seja, os dois documentos reafirmavam a narrativa inicial dada pela polícia e pelos militares.
A investigação da CNV, entretanto, revelou mais detalhes importantes do caso. O Inquérito da Polícia Militar (IPM) que foi instaurado na época foi comandado pelo 1º tenente Murillo Ribeiro Flôres . Foram ouvidos no inquérito os dois sargentos que estam alí presentes no instante da morte, encarregados de prender Edu, além de moradores da região que também, supostamente, acompanharam parte da cena. Somados a isso, estão o laudo de lesão corporal dos dois sargentos Raimundo Osterson Nogueira e Sérgio de Azevedo Mazz, bem como a a análise das duas armas pertencentes a eles e que estavam junto deles na hora do incidente. A arma supostamente usada por Edu para praticar os quatro disparos também foi analisada e usada como evidência.
O que é incomum e intrigou os investigadores é o fato de não ter sido feito na época uma perícia na própria cena do crime. Ou seja, o apartamento do morto não foi investigado, tampouco o local onde foram efetuados os possíveis disparos. A escolha das testemunhas também é questionável. O irmão de Edu havia conversado com pessoas moradoras do prédio que têm versões diferentes do caso. O zelador do edifício afirma que, na noite do dia 13 de abril de 1964, cinco homens do exército esperavam pela chegada de Edu ao seu apartamento, diferente do que diz a versão oficial, na qual apenas dois homens são citados. O funcionário também diz que foi possível ouvir barulho de luta corporal e de tiros vindos do apartamento. O mais impactante é que o zelador garantiu ter visto Edu ser arremessado pela janela por esses homens.
Também deixaram de ser ouvidos os demais moradores do prédio, a noiva de Edu e os militares que acompanharam Danton, irmão da vítima, na visita feita por ele ao apartamento. Não foram encontrados mais documentos sobre o caso capazes de esclarecer um pouco mais a situação, levando o IPM a concluir que a culpa da morte de Edu foi dele mesmo. 41 anos depois, finalmente foi aceita a tese de que o ocorrido foi causado pela ação dos militares encarregados da prisão.

## Homenagens
O nome de Edu Barreto Leite aparece no Dossiê Ditadura: mortos e desaparecidos políticos no Brasil (1964-1985), organizado pela Comissão de Familiares de Mortos e Desaparecidos Políticos.